# 헤드 온
헤드 온(Head On)은 오스트레일리아에서 제작된 아나 코키노스 감독의 1998년 영화이다. 알렉스 디미트리아디스 등이 주연으로 출연하였고 제인 스콧 등이 제작에 참여하였다.

## 출연

### 주연
- 알렉스 디미트리아디스

### 조연
- 마야 스테인지
- 닐 피곳
- 닉 포리티스

## 제작진
- 의상: 애너 보게시
- 배역: 디너 만